# Semjon Timosjenko
|  | For filminstruktøren, se Semjon Timosjenko (filminstruktør) |
Semjon Konstantinovitj Timosjenko (ru: Семё́н Константи́нович Тимоше́нко, Semjon Konstantinovitj Timosjenko; (født 18. februar 1895, død 31. marts 1970) var en officer i Den Røde Hær og havde rang af marskal under 2. verdenskrig.

## Tidlige år
Timosjenko blev født ind i en bondefamilie i Furmanka i det sydlige Bessarabien i Odessaregionen, som nu er en del af Ukraine. I 1915 blev han udskrevet til den kejserlige russiske hær og gjorde tjeneste som kavalerist på den russiske vestfront. Ved udbruddet af Oktoberrevolutionen sluttede han sig til bolsjevikkerne, kom ind i Den Røde Hær i 1918 og blev medlem af kommunistpartiet i 1919.

## Den russiske borgerkrig og 1930'erne
Under den Russiske borgerkrig kæmpede Timosjenko på flere fronter. Hans vigtigste indsats var ved Tsaritsyn (senere kaldet Stalingrad og i dag Volgograd), hvor han mødte Josef Stalin og blev ven med ham. Dette sikrede ham hurtige forfremmelser efter Stalin fik kontrollen med det kommunistiske parti i slutningen af 1920'erne. I 1920-1921 gjorde Timosjenko tjeneste under Semjon Budjonnyj i den 1. kavaleriarmé. Han og Budjonnyj blev til kernen i "Kavaleriarmékliken", som under Stalins beskyttelse kom til at dominere Den Røde Hær i mange år.
Ved slutningen af den russiske borgerkrig og den polsk-sovjetiske krig var Timosjenko blevet leder af den Røde Hærs kavaleristyrker. Derefter blev han under Stalin den Røde Hærs øverstkommanderende i Hviderusland (1933); i Kijev (1935); i det nordlige Kaukasus og dernæst Kharkov (1937); og igen Kiev (1938). I 1939 fik han kommandoen over hele den vestlige grænseregion og ledede den Ukrainske Front under felttoget i Polen i 1939. Han blev også medlem af kommunistpartiets centralkomite. Som trofast ven overlevede Timosjenko Stalins store udrensninger, og stod tilbage som den Røde Hærs højestrangerende professionelle soldat.

## Vinterkrigen
I januar 1940 overtog Timosjenko kommandoen over de sovjetiske hære, som kæmpede i Finland i vinterkrigen. Krigen var brudt ud i november året før, og de sovjetiske styrker havde været under Kliment Vorosjilovs katastrofale ledelse. Under Timosjenkos ledelse lykkedes det de sovjetiske styrker at gennembryde Mannerheimlinjen på Det karelske næs, og tvinge Finland til at søge fred. Efter denne succes blev Timosjenko udpeget til Folkekommissær for forsvaret (forsvarsminister) og Marskal af Sovjetunionen i maj 1940.
Timosjenko var en kompetent men traditionelt tænkende militær leder, som ikke desto mindre indså det akutte behov for at modernisere den Røde Hær, hvis den, som ventet, skulle komme i krig med Tyskland. Trods modstand fra mere konservative officerer igangsatte han mekaniseringen af den Røde Hær og forøgede produktionen af kampvogne. Han genindførte også meget af den traditionelle skrappe disciplin fra zartidens russiske hær.

## 2. verdenskrig
Da tyskerne invaderede Sovjetunionen i juni 1941 overtog Stalin posten som forsvarsminister og sendte Timosjenko til Central Fronten for at gennemføre en kæmpende tilbagetrækning fra grænsen til Smolensk. Den Røde Hær led enorme tab, men det lykkedes for Timosjenko at redde hovedparten af hæren, så den kunne bruges i forsvaret af Moskva. I september blev han forflyttet til Ukraine, hvor den Røde Hær havde lidt tab på 1,5 mio. mand, mens den var omringet ved Uman og Kijev. Her lykkedes det ham at stabilisere fronten.
I maj 1942 igangsatte Timosjenko en modoffensiv med 640.000 mand ved Kharkov. Det var det første sovjetiske forsøg på at genvinde initiativet i krigen. Efter at den Røde Hær havde haft succes i starten slog de tyske styrker igen mod Timosjenkos udsatte sydflanke, og standsede offensiven. Selv om Timosjenkos offensiv havde forsinket den tyske fremrykning mod Stalingrad, var han tvunget til at tage ansvaret for ikke at have slået de tyske tropper tilbage.
General Georgij Sjukovs succes i Slaget om Moskva i december 1941 havde overbevist Stalin om, at Sjukov var en bedre hærfører end Timosjenko. Stalin fjernede Timosjenko fra frontledelsen og gav ham rollen som overordnet chef for Stalingrad (juni 1942), derefter den Nordvestlige front (oktober 1942), Leningrad (juni 1943), Kaukasus (juni 1944) og Baltikum-fronten (august 1944).

## Efter krigen
Efter krigen blev Timosjenko igen udpeget til øverstkommanderende i Hviderusland (marts 1946), derefter over det sydlige Ural (juni 1946) og igen Hviderusland (marts 1949). I 1960 blev han udpeget til generalinspektør i forsvarsministeriet, en fortrinsvis honorær stilling. Fra 1961 var han formand for Statens komite for Krigsveteraner. Han døde i Moskva i 1970.

## Ordener
- Sovjetunionens helt to gange i marts 1940 og i 1965
- Sejrsordenen (1945)
- Lenin-ordenen fem gange
- Oktoberrevolutionens orden
- Røde Fane-ordenen fem gange
- Suvorovordenen tre gange

### Eksterne links
- Portræt af Marskal Semjon Timosjenko i UK national archives